# Сабанур
Сабану́р (рос. Сабанур, марій. Сабанур) — село у складі Параньгинського району Марій Ел, Росія. Входить до складу Усолинського сільського поселення.

## Населення
Населення — 11 осіб (2010; 4 у 2002).
Національний склад (станом на 2002 рік):
- росіяни — 100 %